# Großsteingräber bei Seedorf (bei Zeven)
Die Großsteingräber bei Seedorf waren zwei megalithische Grabanlagen der jungsteinzeitlichen Trichterbecherkultur bei Seedorf (bei Zeven) im Landkreis Rotenburg (Wümme) (Niedersachsen). Sie wurden zwischen 1852 und 1856 zur Gewinnung von Baumaterial für den Straßenbau zerstört. Ihr genauer Standort ist nicht überliefert. Auch über Ausrichtung, Maße und Grabtyp liegen keine näheren Angaben vor.